# Gosse Noordewier
G.H.W. (Gosse) Noordewier (Grijpskerk, 24 november 1947) is een Nederlands politicus van de PvdA.
Noordewier heeft zowel MO-A Pedagogiek als MO-B Orthopedagogiek gestudeerd en was directeur van een basisschool voor zijn benoeming tot docent theoretische orthopedagogiek en directeur van de W.H. Suringarschool/Nederlandsch Mettray in Eefde.
Daarnaast is Noordewier ook al lange tijd actief in de lokale politiek. In 1987 werd hij gemeenteraadslid in Zutphen en drie jaar later werd hij daar wethouder. In 1997 volgde zijn benoeming tot burgemeester van de toenmalige Zeeuwse gemeente Oostburg en vanaf januari 2002 was Noordewier weer terug in Gelderland in de functie van burgemeester van Wijchen. Gosse Noordewier legde per 1 november 2012 zijn functie als burgemeester neer en ging met pensioen.
Noordewier werd per 15 december 2014 benoemd tot waarnemend burgemeester van Doesburg. Hij verving Kees Luesink, die na een kort ziekteverlof op 27 december 2014 overleed. Sinds december 2015 is Loes van der Meijs de burgemeester van Doesburg.